# Houses of the Molé
Houses of the Molé es el noveno álbum de estudio de la banda de metal industrial estadounidense Ministry, publicado el 21 de junio de 2004. Es el primer álbum de estudio de la agrupación que no cuenta con la colaboración del bajista Paul Barker desde Twitch en 1986. El sonido que presenta el álbum combina elementos del característico sonido de Ministry con algunos toques de thrash metal. Fue el primer y único disco en estudio de Ministry que no pudo ingresar en la lista de éxitos Billboard 200. Debido a las pobres ventas, la banda se retiró de la discográfica Sanctuary.

## Lista de canciones
| N.º | Título                    | Escritor(es)                           | Duración |  |
| 1.  | «No W»                    | Al Jourgensen                          | 3:24     |  |
| 2.  | «Waiting»                 | Jourgensen, Mike Scaccia, Max Brody    | 5:02     |  |
| 3.  | «Worthless»               | Jourgensen, Scaccia, Brody             | 4:09     |  |
| 4.  | «Wrong»                   | Jourgensen, Scaccia, Brody, John Monte | 4:54     |  |
| 5.  | «Warp City»               | Jourgensen, Scaccia, Brody, Monte      | 4:01     |  |
| 6.  | «WTV»                     | Jourgensen, Scaccia, Brody             | 4:35     |  |
| 7.  | «World»                   | Jourgensen                             | 5:13     |  |
| 8.  | «WKYJ»                    | Jourgensen, Scaccia, Brody             | 5:14     |  |
| 9.  | «Worm»                    | Jourgensen, Scaccia, Brody             | 9:11     |  |
| 10. | «Psalm 23» (pista oculta) | Jourgensen                             | 4:41     |  |
| 11. | «Walrus» (pista oculta)   | Jourgensen                             | 2:43     |  |

## Créditos
- Alien Jourgensen – voz, guitarras (1–4, 8, 9), bajo (1, 7, 8), programación, guitarra slide (5), armónica (9), producción
- Mike Scaccia – guitarra líder (1–3, 8), bajo (2, 6, 9), coros (5, 9)
- John Monte – bajo (3–5), coros (5)
- Mark Baker – batería (3–5), percusión (3), coros (5)